# Eurillas
Az Eurillas a madarak osztályának verébalakúak (Passeriformes) rendjébe és a bülbülfélék (Pycnonotidae) családja tartozó nem. Sorolták az Andropadus nembe ezeket a fajokat is.

## Rendszerezésük
A nemet Harry Church Oberholser amerikai ornitológus írta le 1899-ben, jelenleg az alábbi 5 faj tartozik ide:
- sárgabajszú bülbül (Eurillas latirostris)
- zöld bülbül (Eurillas virens)
- Alexander-bülbül (Eurillas curvirostris)
- törpebülbül (Eurillas gracilis)
- Ansorge-bülbül (Eurillas ansorgei)

## Előfordulásuk
Afrika nyugati és középső részén honosak. Természetes élőhelyeik a szubtrópusi vagy trópusi erdők, szavannák és cserjések. Állandó, nem vonuló fajok.

## Megjelenésük
Testhosszuk 16-17 centiméter körüli.

## Életmódjuk
Főleg gyümölcsökkel és ízeltlábúakkal táplálkoznak, de fogyasztanak magvakat és csigákat is.